# رشکک شش‌خال
رشکک شش‌خال نوعی شب‌پره است که در سال ۱۷۵۸ توصیف علمی شد. زیستگاه این گونه قاره اروپا است.

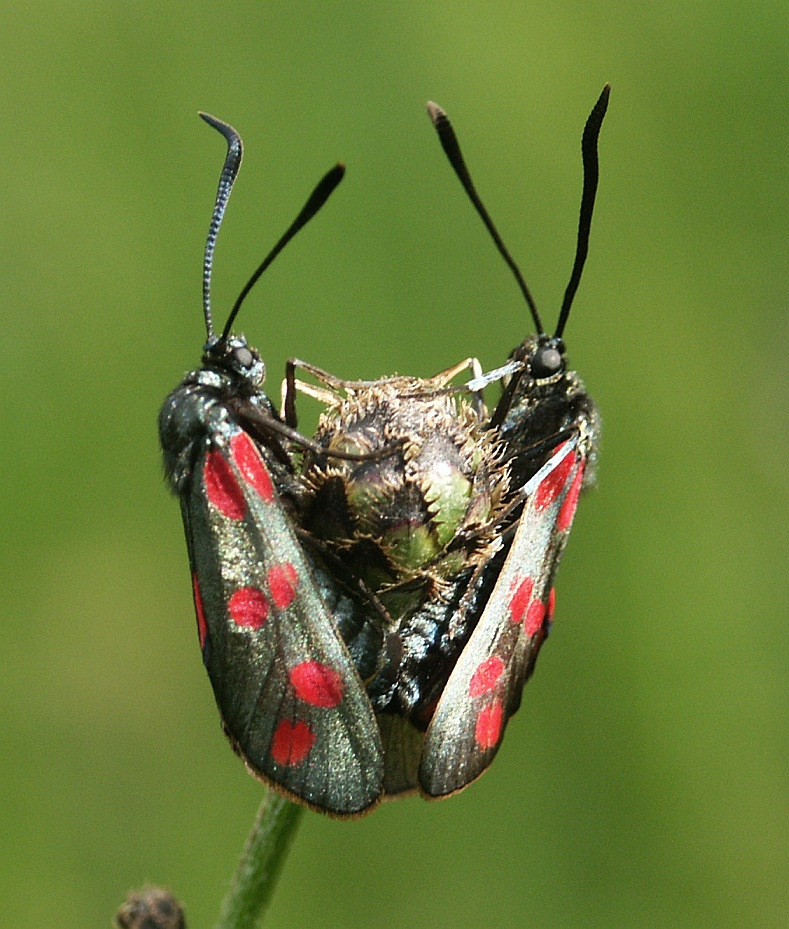

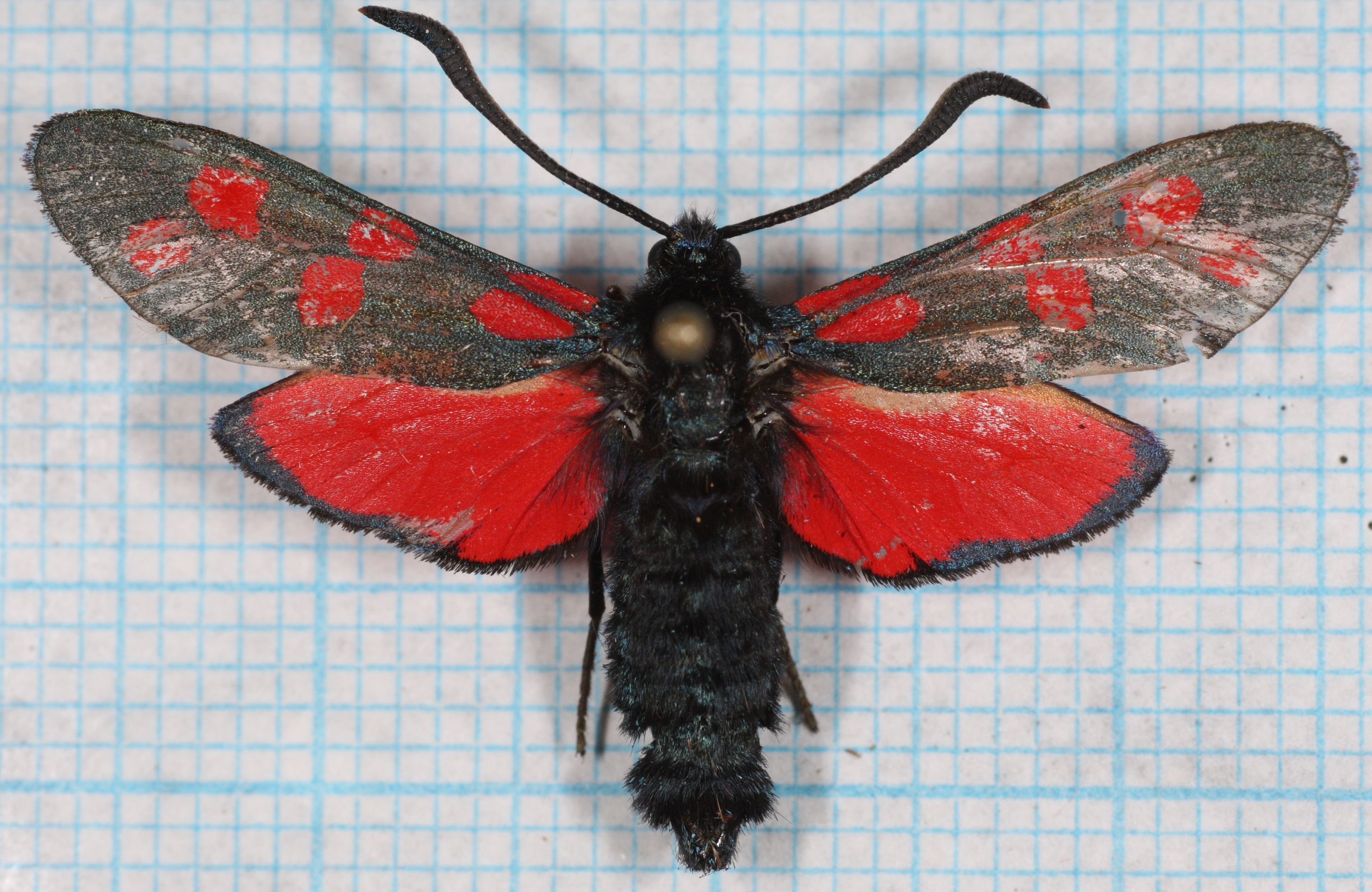